# Przełęcz Szpara
Przełęcz Szpara (słow. Špára, niem. Sparajoch, węg. Spara-hágó, 2169 m n.p.m., według wcześniejszych pomiarów 2176 m) – przełęcz położona w bocznej grani słowackich Tatr Wysokich, odchodzącej od Cubryny w kierunku Krywania (w głównej grani odnogi Krywania). Oddziela od siebie dwa szczyty – Krótką (Krátka, 2375 m) i Krywań (2495 m), a ściślej zwornikową kulminację nazywaną Ramieniem Krywania (Rameno Kriváňa, 2396 m).
Nazwa przełęczy pochodzi od tunelu nazywanego Szparą, który przechodzi przez ścianę pod samą przełęczą. Tunel o wysokości 18 m ma w dolnej części wlot (o średnicy ok. 1 m) od strony doliny Niewcyrki, skąd wznosi się pionowo i w górnym odcinku załamuje się pod kątem ok. 70°, wychodząc lejkowatym, znacznie szerszym ujściem po stronie Doliny Ważeckiej. Jest to jedyna przełęcz tego typu w całych Tatrach.
Przełęcz Szpara jest najkrótszym połączeniem Niewcyrki z Doliną Ważecką, jednak łatwiejsze jest przejście przez Niewcyrską Przełęcz i Dolinę Suchą Ważecką. Zimą wejście na przełęcz jest najprostsze od strony Doliny Ważeckiej.
Pierwsze odnotowane wejście:
- latem: Eugeniusz Janota i Maciej Sieczka z osobami towarzyszącymi – 9 września 1867 r.,
- zimą: F. Förster, J. Páczay – 25 stycznia 1916 r.[4]

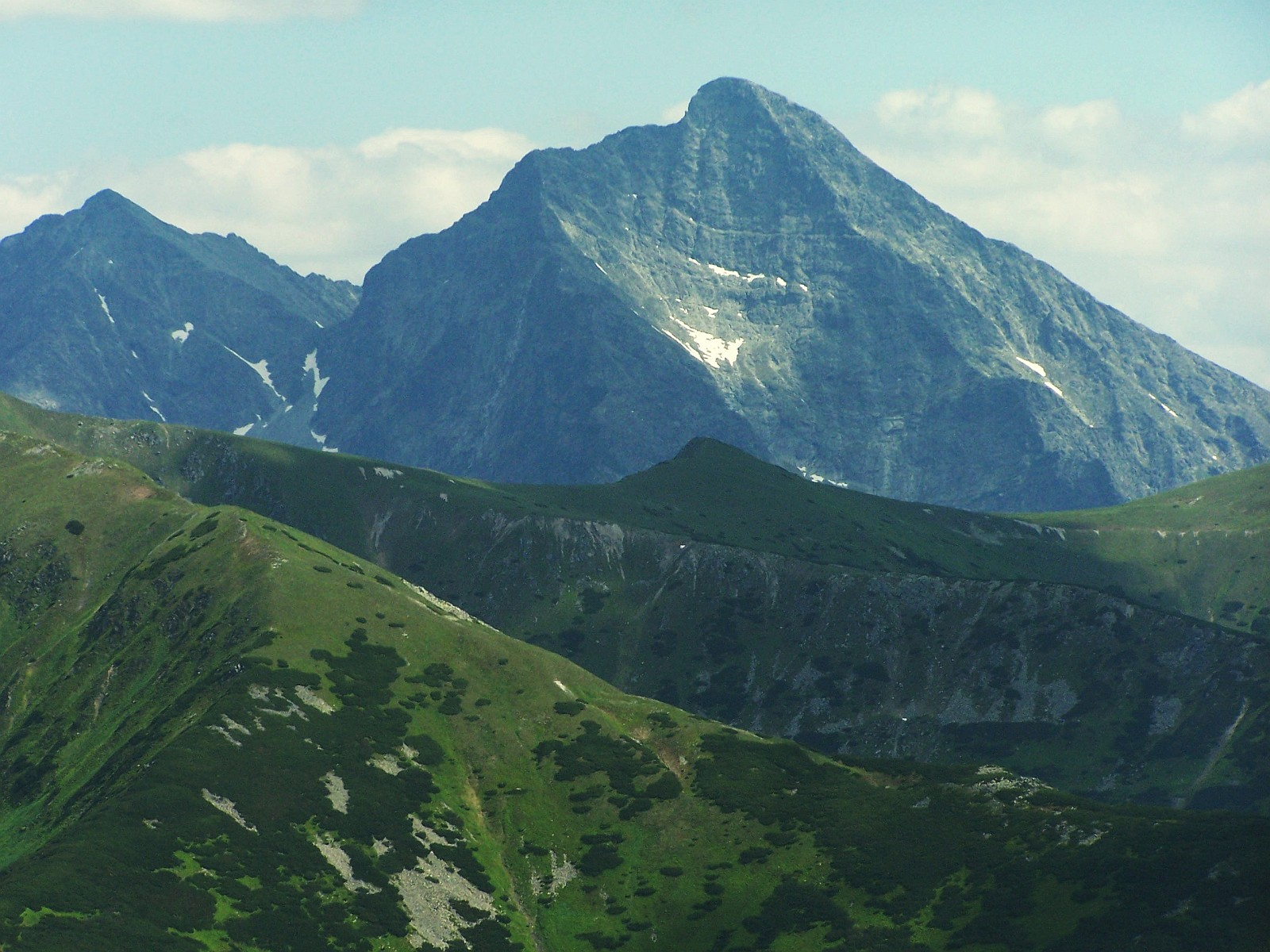
Krótka, Szpara i Krywań